# Ichinomiya
Ichinomiya (一宮市?, Ichinomiya-shi) è una città giapponese della prefettura di Aichi.